# Håndjern
Håndjern er sammenkædede metallænker, der bruges til at lænke hænderne sammen.
Mest almindelige er håndjern hos politiet, der bruger håndjernene til at pacificere eller kontrollere anholdte. De kan ligeledes bruges af andre, der har brug for at pacificere folk – f.eks. fængselsbetjente, vagtfolk, militærpoliti eller flyselskaber.
Almindeligvis består håndjern af to metallænker, der har en låsemekanisme, så de kun kan strammes, men ikke løsnes (uden nøgle). På den måde kan man stramme dem lige nøjagtig så meget, som det er nødvendigt, for at man ikke kan komme fri, og de passer på alle størrelser håndled.
For det meste bruges håndjernene til at lænke hænderne sammen bag på ryggen, men kan også bruges til at lænke hænderne sammen foran – eller lænke dem fast til noget.
En særlig variant er plasticstrips (plastik håndjern), der også ofte henregnes under betegnelsen håndjern, selvom de teknisk set ikke er håndjern. De har samme egenskaber som metal-håndjern – de kan strammes så meget, som det er nødvendigt, men ikke løsnes. De bruges ofte af politiet ved anholdelser af større mængder (f.eks. ved demonstrationer og uroligheder) og også til tider af de andre førnævnte grupper. De kan dog almindeligvis kun bruges én gang, men har den store fordel, at de ikke fylder og vejer så meget.

## Leg og seksualitet
Udover den rent professionelle brug af håndjern bruges de ofte i forbindelse med leg og seksualitet, f.eks. bondage og sadomasochisme til at tage kontrol over andre.
Det kan både være af den ægte slags, men kan også være særlige håndjern, der kan åbnes med en sikkerhedsanordning.

## Galleri
- Hængslede håndjern.
- Normale håndjern.
- Håndjernsnøgle.